# Дермот Малруні
Де́рмот Малру́ні (англ. Dermot Mulroney; нар. 31 жовтня 1963) — американський актор.

## Біографія
Дермот Малруні народився 31 жовтня 1963 року в місті Александрія, штат Вірджинія. Батько професор юриспруденції в Університеті Вілланови. Малруні виріс разом з чотирма братами і однією сестрою. Навчався грі на віолончелі та грав у шкільному аматорському театрі. Після закінчення школи, у 1981 році, вступив до Північно-Західного університету в Чикаго, де вивчав кіно, театральне мистецтво, а також музику до 1985 року.

## Кар'єра
Дермот Малруні дебютував на телебаченні у фільмі «Гріх безвинності» (1986). Першу роль у кіно отримав у картині Блейка Едвардса «Захід» (1988), далі була роль у культовому вестерні режисера Крістофера Кейна «Молоді стрільці», де знімальний майданчик з ним розділили відомі актори: Еміліо Естевес, Кіфер Сазерленд, Лоу Даймонд Філіпс і Чарлі Шин. Серед фільмів з його участю особливо помітні: «Те, що називають любов'ю» (1993) Пітера Богдановича, «Канзас-Сіті» (1996) Роберта Альтмана і «Весілля мого найкращого друга» (1997) з Джулією Робертс і Кемерон Діас.

## Особисте життя
З 1990 року Дермот Малруні був одружений з актрисою Кетрін Кінер, у них народився син Клайд Кінер Малруні, а в 2007 році вони розлучились. У 2008 році Дермот одружився вдруге на актрисі Тариті Катуллі. У 2008 році у них народилася донька Мейбл Рей, а в 2009 народилася друга дитина.

## Фільмографія
| Рік       |    | Українська назва                       | Оригінальна назва                             | Роль                         |
| --------- | -- | -------------------------------------- | --------------------------------------------- | ---------------------------- |
| 1986      | тф | Гріх безвинності                       | Sin of Innocence                              | Тім Макгері                  |
| 1986      | с  | Слава                                  | Fame                                          | Макс                         |
| 1986      | с  | CBS Особливі шкільні канікули          | CBS Schoolbreak Special                       | Дуг Доусон                   |
| 1987      | тф | Тато                                   | Daddy                                         | Боббі                        |
| 1987      | тф | Довгий шлях                            | Long Gone                                     | Джеймі Вікс                  |
| 1988      | ф  | Захід                                  | Sunset                                        | Майкл Альперін               |
| 1988      | ф  | Молоді стрільці                        | Young Guns                                    | Стів Стівенс                 |
| 1988      | ф  | Боротьба за виживання                  | Survival Quest                                | Грей                         |
| 1989      | тф | Нескорений                             | Unconquered                                   | Річмонд Флауерс-молодший     |
| 1990      | ф  | Світлий ангел                          | Bright Angel                                  | Джордж                       |
| 1991      | ф  | Як зробити кар'єру                     | Career Opportunities                          | Нестор Пайл                  |
| 1991      | ф  | День у місті ангелів                   | Where the Day Takes You                       | Кінг                         |
| 1992      | тф | Серце справедливості                   | The Heart of Justice                          | Елліот Берджес               |
| 1992      | кф | Будинок на півдорозі                   | Halfway House                                 |                              |
| 1993      | ф  | Повернення немає                       | Point of No Return                            | Джей Пі                      |
| 1993      | тф | Театр спогадів                         | Family Pictures                               | Мак                          |
| 1993      | тф | Останній ізгой                         | The Last Outlaw                               | Юстіс                        |
| 1994      | ф  | Погані дівчата                         | Bad Girls                                     | Джош Маккой                  |
| 1994      | ф  | А ось і моя крихітка                   | There Goes My Baby                            | пірат                        |
| 1994      | ф  | Янголи на краю поля                    | Angels in the Outfield                        | містер Бомман                |
| 1994      | тф | Поїздки на північ                      | Journeys North                                | Коллум                       |
| 1995      | ф  | Ковдра з клаптів                       | How to Make an American Quilt                 | Сем                          |
| 1995      | ф  | Життя в забутті                        | Living in Oblivion                            | Вульф                        |
| 1995      | ф  | Імітатор                               | Copycat                                       | Рубен Гетц                   |
| 1996      | тф | Героїня пекла                          | Heroine of Hell                               | Каллум                       |
| 1996      | ф  | Місячна скринька                       | Box of Moon Light                             | Вік                          |
| 1996      | ф  | Виродок з Кароліни                     | Bastard Out of Carolina                       | Лайл Парсонс                 |
| 1996      | ф  | Ефект спускового гачка                 | The Trigger Effect                            | Джо                          |
| 1997      | ф  | Весілля мого найкращого друга          | My Best Friend's Wedding                      | Майкл О'Ніл                  |
| 2000      | ф  | Там, де гроші                          | Where the Money Is                            | Вейн                         |
| 2001      | ф  | Безпека речей                          | The Safety of Objects                         | Джим Трейн                   |
| 2001      | ф  | Чарівна і приваблива                   | Lovely & Amazing                              | Кевін Маккейб                |
| 2001      | ф  | Дослідження сексу                      | Investigating Sex                             | Едґар Фалдо                  |
| 2002      | ф  | Про Шмідта                             | About Schmidt                                 | Рендалл Герцель              |
| 2003      | с  | Друзі                                  | Friends                                       | Гевін Мітчелл                |
| 2004      | ф  | Волосся дибки                          | Hair High                                     | Род                          |
| 2004      | ф  | Підводна течія                         | Undertow                                      | Джон Манн                    |
| 2005      | ф  | Любов до собак обов'язкова             | Must Love Dogs                                | Боб                          |
| 2005      | ф  | Наречений напрокат                     | The Wedding Date                              | Нік Мерсер, ескорт           |
| 2005      | ф  | Привіт родині!                         | The Family Stone                              | Еверетт Стоун                |
| 2007      | ф  | Зодіак                                 | Zodiac                                        | капітан Мартін Лі            |
| 2007      | ф  | Ґрейсі                                 | Gracie                                        | Браян Боуен                  |
| 2007      | ф  | Крута Джорджія                         | Georgia Rule                                  | Саймон                       |
| 2007—2008 | мс | Бетмен                                 | The Batman                                    | Гел Джордан / Зелений ліхтар |
| 2008      | тф | Дочка зберігача таємниці               | The Memory Keeper's Daughter                  | доктор Девід Генрі           |
| 2008      | ф  | Джолін                                 | Jolene                                        | дядько Філ                   |
| 2008      | ф  | Прочитати і спалити                    | Burn After Reading                            | Зірка "Coming Up Daisy"      |
| 2008      | ф  | Проблиск геніальності                  | Flash of Genius                               | Гіл Превік                   |
| 2010      | тф | Досьє детектива Рокфорда               | The Rockford Files                            | Джим Рокфорд                 |
| 2011      | ф  | Сімейне дерево                         | The Family Tree                               | Джек Барнетт                 |
| 2011      | ф  | Дж. Едгар                              | J. Edgar                                      | полковник Шварцкопф          |
| 2011      | тф | Мовчазний свідок                       | Silent Witness                                | Тоні Лорд                    |
| 2011      | ф  | Сірий                                  | The Grey                                      | Джером Талгет                |
| 2011      | ф  | Погоня                                 | Abduction                                     | Мартін Прайс                 |
| 2012      | ф  | Усі люблять китів                      | Big Miracle                                   | полковник Скотт Боєр         |
| 2012      | ф  | Удар блискавки                         | Struck by Lightning                           | Ніл Філліпс                  |
| 2012      | ф  | Запаморочливі фантазії Чарлі Свона III | A Glimpse Inside the Mind of Charles Swan III | доктор                       |
| 2013      | ф  | Стокер                                 | Stoker                                        | Річард Стокер                |
| 2013      | ф  | Джобс                                  | Jobs                                          | Майк Марккула                |
| 2013      | ф  | Серпень: Графство Осейдж               | August: Osage County                          | Стів Гайдербрект             |
| 2013      | с  | Просвітлена                            | Enlightened                                   | Джефф Флендер                |
| 2012—2013 | с  | Новенька                               | New Girl                                      | Расселл                      |
| 2014      | с  | Нічия земля                            | No Man's Land                                 | оповідач                     |
| 2014      | с  | Захоплення                             | Crisis                                        | Френсіс Гібсон               |
| 2015      | ф  | Астрал: Глава 3                        | Insidious: Chapter 3                          | Шон Бреннер                  |
| 2015      | ф  | Правда                                 | Truth                                         | Лоуренс Ланфер               |
| 2015      | с  | Моцарт у джунглях                      | Mozart in the Jungle                          | Ендрю Волш                   |
| 2015—2017 | с  | Безсоромні                             | Shameless                                     | Шон Пірс                     |
| 2016      | ф  | Хтивий дідусь                          | Dirty Grandpa                                 | Девід Келлі                  |
| 2017      | с  | Американський тато!                    | American Dad!                                 | Джессі                       |
| 2017      | с  | Американська історія жаху: Культ       | American Horror Story: Cult                   | Боб Томпсон                  |
| 2017      | ф  | Гора між нами                          | The Mountain Between Us                       | Марк Робертсон               |
| 2018      | ф  | Я все ще бачу тебе                     | I Still See You                               | Аугуст Біттнер               |
| 2018—2019 | с  | Уповільнений розвиток                  | Arrested Development                          | Дасті Радлер                 |
| 2018—2019 | с  | Судна ніч                              | The Purge                                     | Боббі Шерідан                |
| 2019      | ф  | Кур'єр                                 | The Courier                                   | спеціальний агент Робертс    |
| 2020      | с  | Месія                                  | Messiah                                       | Президент Янг                |
| 2020      | с  | Блудний син                            | Prodigal Son                                  | Ніколас Ендікотт             |
| 2020      | с  | Шоу Еріка Андре                        | The Eric Andre Show                           | себе                         |
| 2021      | ф  | Дуже поганий татусь                    | The Fight Before Christmas                    | Джек Локхарт                 |
| 2021      | ф  | Палаючий світ                          | The Blazing World                             | Том Вінтер                   |
| 2022      | ф  | Безсоння для двох                      | Along for the Ride                            | Роберт                       |
| 2023      | с  | Таємне вторгнення                      | Secret Invasion                               | Президент США Рітсон         |
| 2023      | ф  | Крик 6                                 | Scream 6                                      | поліцейський Вілльямс        |
| 2023      | ф  | Будь-хто, крім тебе                    | Anyone But You                                | Лео                          |